# ROBUSTA
ROBUSTA (Radiación en Bipolar para la aplicación de pruebas de satélites universitarios) es un experimento científico de Cubesats desarrollado por estudiantes de la Universidad de Montpellier como parte de una convocatoria del Centro Nacional de Estudios Espaciales (CNES) para proyectos de estudiantes en el campo de los sistemas orbitales.
El satélite es un Cubesat, el nombre dado a una serie de nanosatélites desarrollados como parte de proyectos estudiantiles. La misión de ROBUSTA es verificar el deterioro de los componentes electrónicos, basados en transistores bipolares, cuando se exponen a la radiación espacial en vuelo.
Robusta fue lanzado el 13 de febrero de 2012 por un cohete Vega de la Agencia Espacial Europea  desde el Puerto espacial de Kourou.